# Asahi Daisuke
Daisuke Asahi (sinh ngày 26 tháng 7 năm 1980) là một cầu thủ bóng đá người Nhật Bản.

## Sự nghiệp câu lạc bộ
Daisuke Asahi đã từng chơi cho Kataller Toyama.